# Ogni giorno si cantano canzoni d'amore
Ogni giorno si cantano canzoni d'amore è il primo album della cantante italiana Donatella Rettore, stampato nel dicembre del 1974, diffuso poi su vinile e musicassetta nel 1975 e ristampato nel 1999 in formato CD.
Contiene il brano Capelli sciolti, presentato al Festival di Sanremo 1974 nella sezione "Aspiranti" e non ammesso alla serata finale.

## Tracce
Testi e musiche di Donatella Rettore e Mario Pagano, eccetto dove indicato.
1. Maria Sole – 3:23
2. Quando tu – 2:51
3. Ti ho preso con me – 2:45 (Armando Brenna, Gino Paoli, Raff Todisco)
4. Anche se non lo sai – 4:30 (Michele Massa, Luciano Michelini)
5. Stasera, ogni sera – 3:08 (Michele Massa, Mario Pagano)
6. È stato il fumo – 3:05
7. 17 gennaio '74, sera – 2:58
8. L'amore e... – 4:00
9. Il tango della cantante – 3:45
10. Capelli sciolti – 3:25